# آب‌انبار کورو
آب‌انبار کورو مربوط به دوره قاجار است و در لار، خیابان راحلی، کوچه باغ نشاط، پشت حسینیه فاطمه الزهرا واقع شده و این اثر در تاریخ ۱۹ مرداد ۱۳۸۴ با شمارهٔ ثبت ۱۲۷۱۹ به‌عنوان یکی از آثار ملی ایران به ثبت رسیده است.